# Susanne Börner
Susanne Börner (* 1980) ist eine deutsche Archäologin und Numismatikerin.

## Werdegang
Susanne Börner studierte von 2000 bis 2005 Alte Geschichte, Klassische Archäologie sowie Mittelalterliche und Neuere Geschichte an den Universitäten Mannheim und Heidelberg. Im Jahr 2011 wurde sie an der Universität Heidelberg mit einer Arbeit zum Thema Marc Aurel im Spiegel seiner Münzen und Medaillons. Eine vergleichende Analyse der stadtrömischen Prägungen zwischen 138 und 180 n. Chr. promoviert.
Seit 2014 ist Börner als wissenschaftliche Mitarbeiterin an der Universität Heidelberg tätig. Zunächst übernahm sie die Leitung und Koordination verschiedener Projekte, seit Juli 2019 ist sie als wissenschaftliche Mitarbeiterin am Seminar für Alte Geschichte und Epigraphik fest angestellt. Seit 2015 betreut Börner das Zentrum für antike Numismatik (ZAN) und fungiert als Kuratorin der Münzsammlung des Zentrums für Altertumswissenschaften.
Neben ihrer Tätigkeit an der Universität Heidelberg engagiert sich Börner seit 2016 als wissenschaftliche Koordinatorin des Numismatischen Verbundes in Baden-Württemberg (NV BW) und ist seit 2018 stellvertretende Sprecherin des KENOM-Verbundes.
Seit 2021 ist sie in der Numismatischen Kommission der Länder in der Bundesrepublik Deutschland die Fachgebietsvertreterin für die „Numismatischen Verbünde“ und „Numismatisches eLearning“.

## Forschung
Börners Forschungsschwerpunkte liegen im Bereich der antiken Numismatik, insbesondere in der Römischen Kaiserzeit und der Epoche der Adoptivkaiser. Sie zählt zu den engagierten Vertreterinnen der digitalen Numismatik und ist an der Weiterentwicklung der numismatischen Datenbanksysteme IKMK und KENOM beteiligt. Darüber hinaus initiierte sie die erste deutschsprachige, epochenübergreifende numismatische eLearning-Plattform, NumiScience, die vom Numismatischen Verbund in Baden-Württemberg ins Leben gerufen und an der Universität Heidelberg gehostet wird. Diese Plattform stellt numismatische Inhalte in Form digitaler Module einem breiten Publikum zur Verfügung. Die Module werden von ausgewiesenen Spezialisten erstellt und zudem im Rahmen von Lehrveranstaltungen in Zusammenarbeit mit Studierenden und Schülern entwickelt.

## Ehrungen
- 2005: Artes Liberales AbsolventUM-Preis[1]
- 2021: Ehrenpreis der Gesellschaft für internationale Geldgeschichte[13]

## Veröffentlichungen (Auswahl)
- Marc Aurel im Spiegel seiner Münzen und Medaillons: eine vergleichende Analyse der stadtrömischen Prägungen zwischen 138 und 180 n.Chr. In: Antiquitas. Abhandlungen zur alten Geschicht. Band 58. Habelt, Bonn 2012, ISBN 978-3-7749-3769-7.
- mit Thomas Kreckel (Hrsg.): Geld regiert die Welt. Münzfunde aus Schwarzenacker (studentische Begleitpublikation zur neuen numismatischen Dauerausstellung des Römermuseums Homburg-Schwarzenacker). Krüger Druck + Verlag, Dillingen 2013, ISBN 978-3-9815821-0-9.